# Джайсалмер (округ)
Джайса́лмер (англ. Jaisalmer) — самый большой по площади округ в индийском штате Раджастхан. Расположен на западе штата в пустыне Тар и имеет границу длиной в 471 км с Пакистаном. Образован 6 октября 1949 года. Разделён на три подокруга: Джайсалмер, Покхран и Фатехгарх. Административный центр округа — город Джайсалмер. Согласно всеиндийской переписи 2001 года население округа составляло 508 247 человек. Уровень грамотности взрослого населения составлял 51,4 %, что ниже среднеиндийского уровня (59,5 %). Доля городского населения составляла 15,03 %.

## Палеонтология
В 2021 году гибодонтообразная рыба из среднего юрского периода получила название Strophodus jaisalmerensis в честь данного округа и одноимённой геологической формации, где был обнаружен голотип животного.